# Anchor Islands
Anchor Islands är öar i Australien. De ligger i delstaten Queensland, omkring 860 kilometer nordväst om delstatshuvudstaden Brisbane.
Savannklimat råder i trakten. Genomsnittlig årsnederbörd är 1 585 millimeter. Den regnigaste månaden är mars, med i genomsnitt 413 mm nederbörd, och den torraste är september, med 12 mm nederbörd.